# Fabian Holzer
Fabian Holzer (* 28. Juli 1992 in Bayern) ist ein deutscher Badmintonspieler. 

## Karriere
Fabian Holzer gewann bei der Badminton-Junioreneuropameisterschaft 2011 Silber im Herrendoppel gemeinsam mit Max Schwenger und qualifizierte sich dadurch auch für die Badminton-Juniorenweltmeisterschaft 2010. Weitere internationale Starts folgten bei den Belgian International 2010, den Turkey International 2010, den Belgian International 2011, den Scottish Open 2011, den Swiss International 2011, den Irish International 2012, den Swiss International 2012, den Scottish Open 2012 und den Turkey International 2012. 2013 startete er bei den German Open.